# Clara Rosager
Clara Rosager (født 2. november 1996 i København) er en dansk skuespiller og fotomodel.

## Liv
Clara Rosager havde sine første filmroller i 2016 i kærlighedsfilmene En to tre nu som Cecilie og Vejen til Sibirien af Ryan Løkken som Emma. I Journal 64, filmatiseringen af Jussi Adler-Olsens roman af samme navn, spillede hun i 2018 rollen som Rita Nielsen. For sin rolle som Signe i Før frosten (2018) af Michael Noer blev hun i 2020 nomineret til de danske filmpriser Robert og Bodil.
I Netflix-serien The Rain var hun i 2019/2020 en del af hovedrollebesætningen i anden og tredje sæson som Sarah. I 2020 medvirkede hun i den britiske tragikomedie Misbehaviour som Miss Sweden Maj Christel Johansson. I den anden sæson af Sky-serien Devils spillede hun i 2022 rollen som Nadya Wojcik. I den mystiske thrillerserie 1899, der blev udgivet på Netflix i november 2022, spillede hun rollen som Tove.

## Filmografi

### Film
- 2016: En to tre nu - Cecilie
- 2018: Journal 64 - Rita
- 2019: Før frosten - Signe
- 2020: Natsværmer - Veronika
- 2020: Misbehaviour - Miss Sweden
- 2022: Morbius - Jean
- 2023: Kysset - Edith[4]

### Tv-serier
- 2018-2020: The Rain - Sarah
- 2023: Those Who Kill - Alberte Hvilsted
- 2023: 1899 - Tove[5]